# Lacmellea gracilis
Lacmellea gracilis är en oleanderväxtart som först beskrevs av Müll.Arg., och fick sitt nu gällande namn av Markgr.. Lacmellea gracilis ingår i släktet Lacmellea och familjen oleanderväxter. Inga underarter finns listade i Catalogue of Life.